# Болгария на Европейских играх 2015

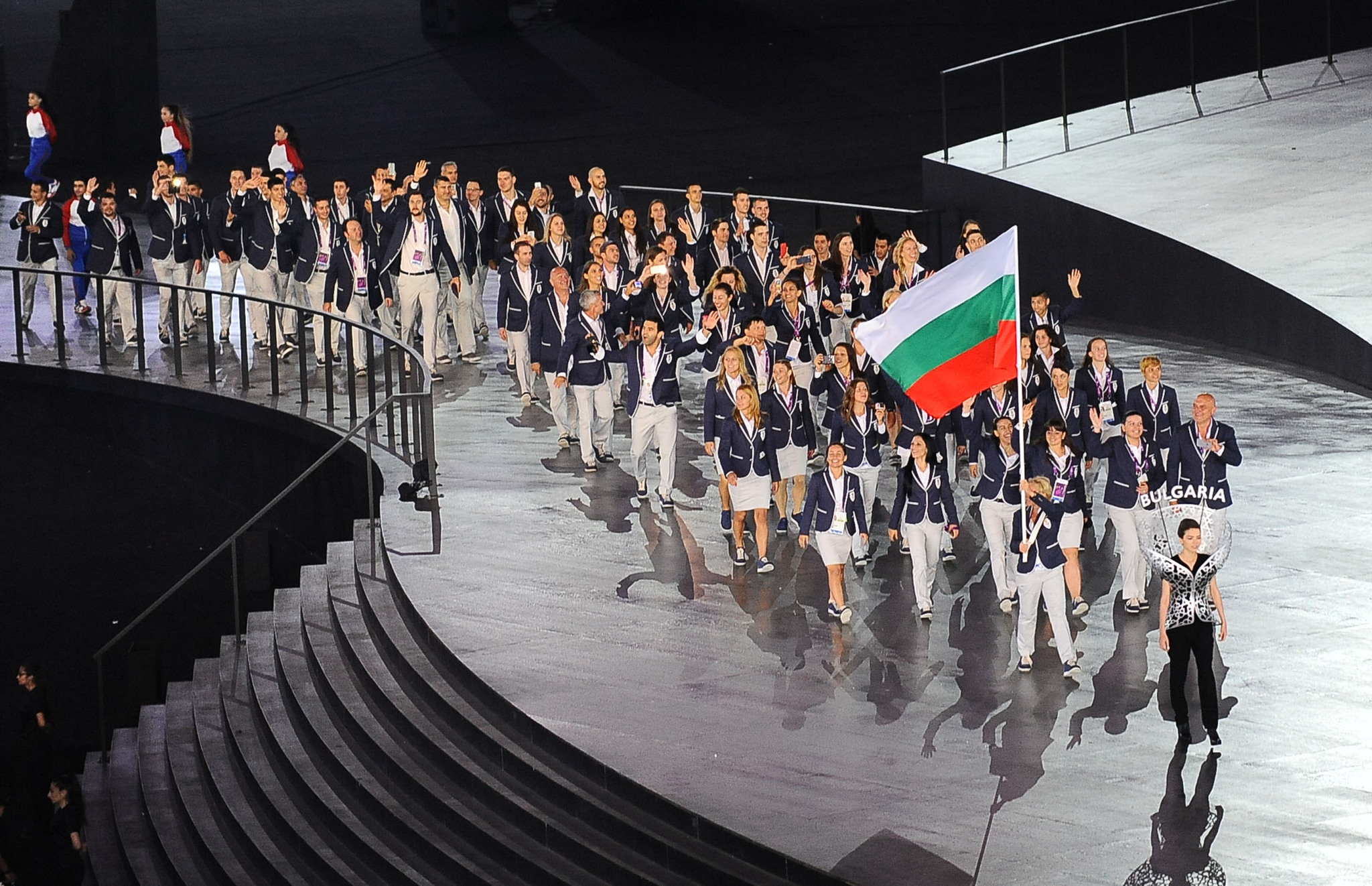
Делегация Болгарии на церемонии открытия Европейских играх 2015

Болгария на I Европейских играх, которые прошли в июне 2015 года в столице Азербайджана, в городе Баку, была представлена 127 спортсменами в 23 видах спорта..

## Награды

### Золото
| Золото |                                 |                           |
| #      | Спортсмены                      | Вид спорта (дисциплина)   |
| 1      | Габриела Стоева, Стефани Стоева | Бадминтон (парный разряд) |

### Серебро
| Серебро | |                            |
| #       | Спортсмены | Вид спорта (дисциплина)    |
| 1       | Елица Янкова | Борьба (женщины, до 48 кг) |
| 2       | Антоанета Бонева | Стрельба (пистолет, 25 м)  |
| 3       | Калина Стефанова | Самбо (женщины, до 60 кг)  |
| 4       | Тодор Алексиев, Борислав Апостолов, Мартин Божилов, Валентин Братоев, Георгий Братоев, Светослав Гоцев, Бранимир Грозданов, Добромир Димитров, Яни Желязков, Петр Каракашев, Николай Николов, Розалин Пенчев, Венцислав Рагин, Велизар Чернокожев | Волейбол (мужчины)         |

### Бронза
| Бронза |                     |                                 |
| #      | Спортсмены          | Вид спорта (дисциплина)         |
| 1      | Даниэль Александров | Греко-римская борьба (до 80 кг) |
| 2      | Эвелина Николова    | Борьба (женщины, до 55 кг)      |
| 3      | Тайбе Юсеин         | Борьба (женщины, до 60 кг)      |
| 4      | Магдалена Варбанова | Самбо (женщины, до 52 кг)       |
| 5      | Петя Неделчева      | Бадминтон (одиночный разряд)    |

## Состав команды
Борьба
Греко-римская борьба
- Даниэль Александров
- Николай Байряков
- Александар Костадинов
- Свилен Костадинов
- Владислав Методиев
- Милослав Методиев
- Константин Стас
- Явор Янакиев

 Карате
- Борислава Ганева

 Триатлон
- Эмиль Стойнев

 Тхэквондо
- Владимир Далаклиев

## Результаты

### Борьба
В соревнованиях по борьбе разыгрывалось 24 комплекта наград. По 8 у мужчин и женщин в вольной борьбе и 8 в греко-римской. Турнир проходил по олимпийской системе с выбыванием. В утешительный раунд попадали участники, проигравшие в своих поединках будущим финалистам соревнований. Каждый поединок состоит из двух раундов по 3 минуты, победителем становится спортсмен, набравший большее количество баллов. По окончании схватки, в зависимости от результатов в каждом из раундов спортсменам начисляются классификационные очки.
Мужчины
Греко-римская борьба
Легенда: 

VT — победа на туше; 

PP — победа по очкам с техническим баллом у проигравшего; 

PO — победа по очкам без технического балла у проигравшего; 

SP — техническое превосходство, победа по очкам с разницей более, чем в 6 баллов с техническим баллом у проигравшего; 

ST — техническое превосходство, победа по очкам с разницей более, чем в 6 баллов без технического балла у проигравшего; 

| Соревнование | Спортсмены            | Первый раунд                   | 1/8 финала                    | Четвертьфинал                   | Полуфинал                  | Финал                             | Место |
| Соревнование | Спортсмены            | Соперник Результат             | Соперник Результат            | Соперник Результат              | Соперник Результат         | Соперник Результат                | Место |
| ------------ | --------------------- | ------------------------------ | ----------------------------- | ------------------------------- | -------------------------- | --------------------------------- | ----- |
| до 59 кг     | Александар Костадинов | Т. Бельмадани (FRA) П 0:4 (ST) | Завершил выступление          | Завершил выступление            | Завершил выступление       | Завершил выступление              | 19    |
| до 66 кг     | Константин Стас       | Д. Исламов (MDA) В 4:0 (ST)    | М. Арутюнян (ARM) П 0:4 (ST)  | Турнир за 3-е место             | Завершил выступление       | Завершил выступление              | 8     |
| до 66 кг     | Константин Стас       | Д. Исламов (MDA) В 4:0 (ST)    | М. Арутюнян (ARM) П 0:4 (ST)  | И. Санчес (ESP) П 1:3 (PP)      | Завершил выступление       | Завершил выступление              | 8     |
| до 71 кг     | Свилен Костадинов     | не участвовал                  | Т. Собецкий (CZE) В 4:0 (ST)  | Н. Савченко (UKR) В 3:1 (PP)    | Р. Чунаев (AZE) П 0:4 (ST) | Турнир за 3-е место               | 5     |
| до 71 кг     | Свилен Костадинов     | не участвовал                  | Т. Собецкий (CZE) В 4:0 (ST)  | Н. Савченко (UKR) В 3:1 (PP)    | Р. Чунаев (AZE) П 0:4 (ST) | Доминик Этлингер (CRO) П 0:4 (ST) | 5     |
| до 75 кг     | Явор Янакиев          | Х. Валимяки (FIN) В 4:0 (ST)   | П. Шевчук (MDA) В 4:0 (ST)    | З. Датунашвили (GEO) П 1:3 (PP) | Завершил выступление       | Завершил выступление              | 8     |
| до 80 кг     | Даниэль Александров   | не участвовал                  | Б. Старчевич (CRO) В 3:1 (PP) | Р. Гусейнов (AZE) П 0:4 (ST)    | Турнир за 3-е место        | Турнир за 3-е место               | 3     |
| до 80 кг     | Даниэль Александров   | не участвовал                  | Б. Старчевич (CRO) В 3:1 (PP) | Р. Гусейнов (AZE) П 0:4 (ST)    | М. Вагнер (AUT) В 4:0 (ST) | С. Чеби (TUR) В 3:1 (PP)          | 3     |
| до 85 кг     | Николай Байряков      | Р. Хьёэрстад (NOR) П 1:3 (PP)  | Завершил выступление          | Завершил выступление            | Завершил выступление       | Завершил выступление              | 17    |
| до 98 кг     | Владислав Методиев    | А. Арусаар (EST) П 0:3 (PO)    | Завершил выступление          | Завершил выступление            | Завершил выступление       | Завершил выступление              | 20    |
| до 130 кг    | Милослав Методиев     | не проводится                  | С. Семёнов (RUS) П 0:3 (PO)   | Завершил выступление            | Завершил выступление       | Завершил выступление              | 12    |

### Гребля на байдарках и каноэ
Соревнования по гребле на байдарках и каноэ проходили в городе Мингечевир на базе олимпийского учебно-спортивного центра «Кюр». Разыгрывалось 15 комплектов наград. В каждой дисциплине соревнования проходили в три этапа: предварительный раунд, полуфинал и финал.
| Соревнование     | Спортсмены      | Предварительный раунд | Предварительный раунд | Предварительный раунд | Полуфинал | Полуфинал | Полуфинал | Финал    | Финал   | Итоговое место |
| Соревнование     | Спортсмены      | Заплыв                | Время                 | Место                 | Заплыв    | Время     | Место     | Время    | Место   | Итоговое место |
| ---------------- | --------------- | --------------------- | --------------------- | --------------------- | --------- | --------- | --------- | -------- | ------- | -------------- |
| K-1, 1000 метров | Мирослав Кирчев | 4                     | 3:43,812              | 4 (Q)                 | 1         | 3:22,861  | 2 (Q)     | Финал A  | Финал A | 4              |
| K-1, 1000 метров | Мирослав Кирчев | 4                     | 3:43,812              | 4 (Q)                 | 1         | 3:22,861  | 2 (Q)     | 3:29,248 | 4       | 4              |

### Карате
Соревнования по карате проходили в Бакинском кристальном зале. В каждой весовой категории принимали участие по 8 спортсменов, разделённых на 2 группы. Из каждой группы в полуфинал выходили по 2 спортсмена, которые по системе плей-офф разыгрывали медали Европейских игр.
Женщины
| Соревнование | Спортсмены       | Групповой этап           | Групповой этап          | Групповой этап         | Групповой этап | 1/2 финала            | Финал                 | Итоговое место        |
| Соревнование | Спортсмены       | 1 поединок               | 2 поединок              | 3 поединок             | Место          | 1/2 финала            | Финал                 | Итоговое место        |
| ------------ | ---------------- | ------------------------ | ----------------------- | ---------------------- | -------------- | --------------------- | --------------------- | --------------------- |
| Свыше 68 кг  | Борислава Ганева | Группа B                 | Группа B                | Группа B               | Группа B       | Завершила выступление | Завершила выступление | Завершила выступление |
| Свыше 68 кг  | Борислава Ганева | М. Ходжаоглу (TUR) П 1:5 | Х. Куусисто (FIN) В 2:0 | И. Зайцева (RUS) П 1:2 | 3              | Завершила выступление | Завершила выступление | Завершила выступление |

### Триатлон
Соревнования по триатлону состояли из 3 этапов — плавание (1,5 км), велоспорт (40 км), бег (9,945 км).
Мужчины
| Соревнование | Спортсмены    | Плавание | Смена | Велоспорт | Смена | Бег | Итоговое время | Место | Отставание |
| ------------ | ------------- | -------- | ----- | --------- | ----- | --- | -------------- | ----- | ---------- |
| Мужчины      | Эмиль Стойнев | 21:47    | 1:06  | DNF       | DNF   | DNF | —              | —     | —          |

Женщины
| Соревнование | Спортсмены      | Плавание | Смена | Велоспорт | Смена | Бег | Итоговое время | Место | Отставание |
| ------------ | --------------- | -------- | ----- | --------- | ----- | --- | -------------- | ----- | ---------- |
| Женщины      | Христа Стойнева | 23:23    | 0:53  | LAP       | LAP   | LAP | —              | —     | —          |

### Тхэквондо
Соревнования по тхэквондо проходят по системе с выбыванием. Для победы в турнире спортсмену необходимо одержать 4 победы. Тхэквондисты, проигравшие по ходу соревнований будущим финалистам, принимают участие в утешительном турнире за две бронзовые медали.
Мужчины
| Категория | Спортсмены         | Первый раунд            | Четвертьфинал        | Полуфинал            | Финал                | Место |
| Категория | Спортсмены         | Соперник Результат      | Соперник Результат   | Соперник Результат   | Соперник Результат   | Место |
| --------- | ------------------ | ----------------------- | -------------------- | -------------------- | -------------------- | ----- |
| до 68 кг  | Владимир Далаклиев | Х. Гонсалес (ESP) П 1:2 | Завершил выступление | Завершил выступление | Завершил выступление | 11    |